# Rusłan Szarifullin
Rusłan Rafailewicz Szarifullin (ros. Руслан Рафаилевич Шарифуллин, ur. 25 sierpnia 1985 w Czusowoju) – rosyjski narciarz, specjalista narciarstwa dowolnego. Jego największym sukcesem jest brązowy medal w jeździe po muldach podwójnych wywalczony podczas mistrzostw świata w Madonna di Campiglio w 2007 roku. Zajął także 27. miejsce w jeździe po muldach na igrzyskach olimpijskich w Turynie rok wcześniej. Najlepsze wyniki w Pucharze Świata osiągnął w sezonie 2007/2008, kiedy to zajął 37. miejsce w klasyfikacji generalnej. W 2003 roku wywalczył brązowy medal w muldach podwójnych podczas mistrzostw świata juniorów w Marble Mountain. W 2009 roku zakończył karierę.

## Osiągnięcia

### Igrzyska olimpijskie
| Miejsce | Dzień     | Rok  | Miejscowość | Konkurencja      | Zwycięzca       |
| ------- | --------- | ---- | ----------- | ---------------- | --------------- |
| 27.     | 15 lutego | 2006 | Turyn       | Jazda po muldach | Dale Begg-Smith |

### Mistrzostwa świata
| Miejsce | Dzień    | Rok  | Miejscowość          | Konkurencja      | Zwycięzca                 |
| ------- | -------- | ---- | -------------------- | ---------------- | ------------------------- |
| 16.     | 19 marca | 2005 | Ruka                 | Jazda po muldach | Nathan Roberts            |
| 9.      | 20 marca | 2005 | Ruka                 | Muldy podwójne   | Toby Dawson               |
| 38.     | 9 marca  | 2007 | Madonna di Campiglio | Jazda po muldach | Pierre-Alexandre Rousseau |
| 3.      | 10 marca | 2007 | Madonna di Campiglio | Muldy podwójne   | Dale Begg-Smith           |
| 10.     | 7 marca  | 2009 | Inawashiro           | Jazda po muldach | Patrick Deneen            |
| 31.     | 8 marca  | 2009 | Inawashiro           | Muldy podwójne   | Alexandre Bilodeau        |

### Puchar Świata

#### Miejsca w klasyfikacji generalnej
- sezon 2001/2002: 108.
- sezon 2003/2004: 90.
- sezon 2004/2005: 55.
- sezon 2005/2006: 96.
- sezon 2006/2007: 73.
- sezon 2007/2008: 37.
- sezon 2008/2009: 95.

#### Miejsca na podium
1. Fernie – 22 stycznia 2005 (jazda po muldach) – 3. miejsce
2. Mont Gabriel – 26 stycznia 2008 (jazda po muldach) – 2. miejsce